# Cirrus (Bargeldbezugskarte)

Logo des Mastercard-Brands Cirrus (2016)

Ehemaliges Logo des Mastercard-Brands Cirrus

Cirrus ist die Bezeichnung der internationalen Kreditkartenfirma Mastercard für ihre Bargeldbezugskarte. Mit Karten, auf denen das Cirrus-Logo aufgedruckt ist, kann an ebenfalls mit diesem Logo gekennzeichneten Geldautomaten Bargeld, meist gebührenpflichtig, abgehoben werden. 
Cirrus® ATM (Geldautomaten) Netzwerk wurde 1988 von Mastercard erworben. Das Kreditkartenunternehmen VISA bietet die Bargeldbezugskarte VISA PLUS an, welche die gleiche Funktion hat und mit Cirrus verglichen werden kann.